# Liste der Naturdenkmale in Gransee
Die Liste der Naturdenkmale in Gransee enthält alle Naturdenkmale der brandenburgischen Stadt Gransee im Landkreis Oberhavel, welche durch Rechtsverordnung geschützt sind.
In den Spalten befinden sich folgende Informationen:
- Nr.: Identifizierungsnummer nach veröffentlichter Liste. Sie wird von der unteren Naturschutzbehörde des Landkreises oder der kreisfreien Stadt vergeben. Wenn sie bekannt ist, wird sie angegeben. In dieser Spalte kann sich zusätzlich das Wort Wikidata befinden, der entsprechende Link führt zu Angaben zu diesem Naturdenkmal bei Wikidata.
- Bezeichnung: Benennung des Naturdenkmals, in der Regel wird bei Bäume die Baumart genannt. Bekannte Eigennamen werden mit angegeben.
- Gemarkung: Ort oder Gemarkung, in der sich das Naturdenkmal befindet
- Lage: Nennt die Lage des Naturdenkmals im jeweiligen Ortsteil und die geografischen Koordinaten des Naturdenkmals. Link zu einem Kartenansichtstool, um Koordinaten zu setzen. In der Kartenansicht sind Naturdenkmale ohne Koordinaten mit einem roten beziehungsweise orangen Marker dargestellt und können in der Karte gesetzt werden. Denkmale ohne Bild sind mit einem blauen bzw. roten Marker gekennzeichnet, Denkmale mit Bild mit einem grünen beziehungsweise orangen Marker.
- Beschreibung: die Beschreibung des Naturdenkmales
- Schutzzweck: Erläutert den Grund der Unterschutzstellung
- Bild: Zeigt ein Bild des Naturdenkmales und gegebenenfalls ein Link zu weiteren Fotos im Medienarchiv Wikimedia Commons

## Altlüdersdorf
| Bild                                    | Bezeichnung | Lage                             | Beschreibung | Schutzzweck | Nummer |
| --------------------------------------- | ----------- | -------------------------------- | ------------ | ----------- | ------ |
| Direkt Bild zu diesem Denkmal hochladen | Riesenstein | Altlüdersdorf, am Sinowgraben () |              |             | 1      |

## Dannenwalde
| Bild                                    | Bezeichnung         | Lage                                                                  | Beschreibung | Schutzzweck | Nummer |
| --------------------------------------- | ------------------- | --------------------------------------------------------------------- | ------------ | ----------- | ------ |
| Direkt Bild zu diesem Denkmal hochladen | Buchenallee Gramzow | Dannenwalde, Weg von Gramzow nach Kreuzkrug, Flur 2; Flurstück 179 () |              |             | 57     |
| Direkt Bild zu diesem Denkmal hochladen | 400-jährige Eiche   | Dannenwalde, Forstrevier 2 a Gramzow; Flur 7 ()                       |              |             | 58     |
| Direkt Bild zu diesem Denkmal hochladen | 900-jährige Eiche   | Dannenwalde, Dorfstraße ()                                            |              |             | 59     |

## Gransee
| Bild            | Bezeichnung                | Lage                                                                             | Beschreibung | Schutzzweck | Nummer |
| --------------- | -------------------------- | -------------------------------------------------------------------------------- | ------------ | ----------- | ------ |
| Fotos hochladen | Laubengang                 | Gransee, Ruppiner Straße, Flur 6; Flurstück 223 (53° 0′ 27,4″ N, 13° 8′ 43,8″ O) |              |             | 78     |
| Fotos hochladen | Lindenallee                | Gransee, Flur 1, Nordpromenade (53° 0′ 34,8″ N, 13° 9′ 16,2″ O)                  |              |             | 79     |
| Fotos hochladen | 2 alte Linden und 2 Eichen | Gransee, vor der Kirche, Flur 1; Flurstück 604 (53° 0′ 26,7″ N, 13° 9′ 27,9″ O)  |              |             | 80     |

## Kraatz
| Bild | Bezeichnung      | Lage | Beschreibung | Schutzzweck | Nummer |
| ---- | ---------------- | --- | ------------ | ----------- | ------ |
| BW   | Fünf-Fingerstein | Kraatz, an den Kabelbergen östlich Weg Kraatz-Häsen, Flur 7, Flurstück 6/3 (52° 57′ 46,6″ N, 13° 12′ 32,6″ O) |              |             | 114    |

## Meseberg
| Bild                                    | Bezeichnung     | Lage                              | Beschreibung | Schutzzweck | Nummer |
| --------------------------------------- | --------------- | --------------------------------- | ------------ | ----------- | ------ |
| Direkt Bild zu diesem Denkmal hochladen | Ginkgo          | Meseberg, im ehem. Schlosspark () |              |             | 146    |
| Direkt Bild zu diesem Denkmal hochladen | Gefasste Quelle | Meseberg, Südufer Huwenowsee ()   |              |             | 147    |

## Seilershof
| Bild                                    | Bezeichnung | Lage                                                                                    | Beschreibung               | Schutzzweck | Nummer |
| --------------------------------------- | ----------- | --------------------------------------------------------------------------------------- | -------------------------- | ----------- | ------ |
| Direkt Bild zu diesem Denkmal hochladen | Alte Buche  | Seilershof, am Beerboomschen Weg, Jagen 11 Eichholz ()                                  |                            |             | 184    |
| Direkt Bild zu diesem Denkmal hochladen | Alte Buche  | Seilershof, am Weg Wentow-Fischerwall, Jagen 9 ()                                       |                            |             | 185    |
| Direkt Bild zu diesem Denkmal hochladen | Buche       | Seilershof, Weg nach Wentow ()                                                          |                            |             | 186    |
| Direkt Bild zu diesem Denkmal hochladen | Findling    | Seilershof, Jagen 15, 150 m S vom Hauptgestellweg, 150 m von der Landstraße Eichholz () |                            |             | 187    |
| BW                                      | Hünengrab   | Seilershof, Rev. Wolfsluch Abt. 422, westl. B 96 (53° 3′ 56,2″ N, 13° 11′ 3,6″ O)       | Großsteingrab Mehlsens Ruh |             | 188    |